# Helmut Brand

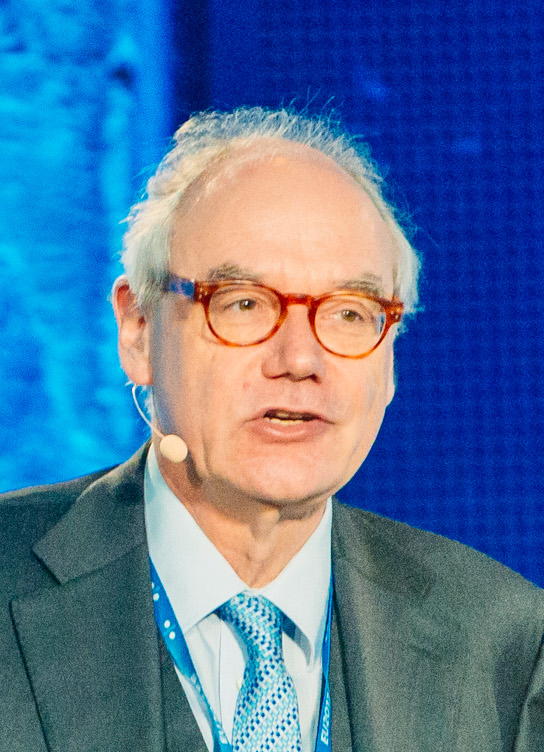
Helmut Brand (2017)

Helmut Brand (* 28. Juli 1957 in Herford) ist ein deutscher Mediziner und Professor für Europäische Gesundheitswissenschaften an der Universität Maastricht.

## Lebensweg
Nach dem Abitur in Herford studierte Helmut Brand von 1978 bis 1984 an der Heinrich-Heine-Universität Düsseldorf und der Universität Zürich Humanmedizin. In Düsseldorf schloss er sich zu Beginn seines Studiums dem Corps Marchia Brünn an. 1984 wurde er von der Medizinischen Fakultät der Universität Düsseldorf zum Dr. med. promoviert. Zwischen 1985 und 1990 bildete er sich auf den Gebieten der Inneren Medizin, Chirurgie und Psychiatrie weiter. Währenddessen erwarb er von 1987 bis 1988 den Master of Science in Community Medicine (MSc) an der London School of Hygiene and Tropical Medicine der Medizinischen Fakultät der University of London.
Von 1988 bis 1993 war Helmut Brand beim Gesundheitsamt Minden-Lübbecke im Bereich Sozialmedizin und Gesundheitswesen tätig. 1990 leitete er eine Pilotstudie des Gesundheitsministeriums des Landes Niedersachsen für das Krebsregister von Niedersachsen. Von 1993 bis 1995 war er in der Senatsbehörde für Arbeit, Gesundheit und Soziales der Freien und Hansestadt Hamburg zuständig für die Analyse von Gesundheitssystemen, das Krebsregister, das Berichtswesen im Gesundheitswesen und Medizinische Statistiken. 1995 wurde er zum Direktor des Landesinstituts für den öffentlichen Gesundheitsdienst des Landes Nordrhein-Westfalen berufen. 1996 erhielt er das Postgraduate Diploma in Community Medicine of the London School of Hygiene and Tropical Medicine (DLSHTM), 1998 wurde er Member of the Faculty of Public Health Medicine (MFPHM). 2007 bis 2008 war er zusätzlich Geschäftsführer des Epidemiologischen Krebsregisters NRW. 2008 wurde er zum wissenschaftlichen Direktor des Landesinstituts für Gesundheit und Arbeit des Landes Nordrhein-Westfalen berufen, das am 1. Januar 2008 durch Zusammenlegung des bisherigen Landesinstituts für den öffentlichen Gesundheitsdienst des Landes NRW und der bisherigen Landesanstalt für Arbeitsschutz des Landes NRW entstanden war.
Helmut Brand hatte bereits seit 1989 verschiedene Lehrtätigkeiten ausgeführt, so seit 1989 an der Universität Bielefeld über Epidemiologie und Gesundheitssystemforschung, seit 1990 über Sozialmedizin an der Akademie für öffentliches Gesundheitswesen sowie seit 1995 Europäische Gesundheitspolitik an verschiedenen europäischen Universitäten und Sommerschulen (Summer Schools). Seit September 2008 ist Helmut Brand Professor für Europäische Gesundheitswissenschaften an der Universität Maastricht.

## Mitgliedschaften und Ämter

### In wissenschaftlichen Gesellschaften
- Von 1996 bis 2003 war Helmut Brand Geschäftsführer des European Public Health Centre NRW (EPHZ), seit 2004 stellvertretender Vorsitzender des Vorstandes des EPHZ.[4]
- Von 2001 bis 2007 war er stellvertretender Vorsitzender der Deutschen Gesellschaft für Sozialmedizin und Prävention (DGSMP), danach Vorstandsmitglied der DGSMP.
- Seit 2002 ist er Mitglied des Beirates der European Public Health Association (EUPHA).
- Seit 2008 ist Brand Mitglied der Association of Schools of Public Health in the European Region (ASPHER).[5]

### In der Europäischen Union
- Seit 1994 ist Helmut Brand Berater der Europäischen Kommission für Öffentliche Gesundheit und Sozialmedizin.
- Seit 1995 nahm er an Projekten des Public Health Programme der Europäischen Union teil.
- Seit 2006 leitet er das Projekt Health System Working Party des Public Health Programme.

### In anderen internationalen Kooperationen
- Seit 1995 arbeitet Helmut Brand mit der WHO in Kopenhagen in verschiedenen Netzwerken zusammen wie dem Regions for Health Network (RHN), dem Health Evidence Network (HEN) oder dem Collaborating Center for Regional Health Policy and Public Health.
- Seit 2006 kooperiert er mit dem National Public Health Institute Tokio in Japan.

### In redaktionellen Beiräten
Helmut Brand gehört bzw. gehörte den redaktionellen Beiräten folgender Fachzeitschriften an:
- Wissenschaftliche Reihe des Landesinstituts für den öffentlichen Gesundheitsdienst des Landes NRW (1998 bis 2008)
- Das Gesundheitswesen[6] (seit 1998)
- European Journal of Public Health (seit 2000)
- Italian Journal of Public Health[7] (seit 2003)
- Health Policy and Management[8] (Bulgarien) (seit 2008)

## Auszeichnungen
Helmut Brand wurde 2010 mit der Ehrendoktorwürde der Medizinischen Universität Sofia in Bulgarien ausgezeichnet.

## Veröffentlichungen (Auswahl)

### In Zeitschriften
- Helmut Brand, T. Krafft: The Icelandic ash cloud and other erupting health threats: what role for syndromic surveillance?. In: European Journal of Public Health, 20. Jahrgang, 2010, S. 367–368.
- Helmut Brand: From "Public Health in Europe" to "European Public Health". In: European Journal of Public Health, 20. Jahrgang, 2010, S. 127–128.
- Matthias Schröter, Peter Schröder-Bäck, Helmut Brand: Using the Reference Framework for Good Measles Management in Practice - A Case Study from North Rhine-Westphalia. In: Central European Journal of Public Health, 17. Jahrgang, Heft 4, 2009, S. 187–190.
- N. Rosenkötter, P. Schröder-Bäck, A. Brand, T. Schulte in den Bäumen, H. Brand: Zur "richtigen" Integration genom-basierten Wissens bei der Prävention Public-Health-relevanter Erkrankungen. In: Prävention, 31. Jahrgang, Heft 4, 2008, S. 103–107.
- H. Brand, B. Cornelius-Taylor, K. Michelsen, P. Schröder-Bäck: Evaluation von Gesundheitsberichten in Europa. In: Prävention, 31. Jahrgang, Heft 3, 2008, S. 75–78.
- H. Brand: Good governance for the public's health. In: European Journal of Public Health, 17. Jahrgang, Heft 6, 2007, S. 541.
- H. Brand: Public health genetics - potential for public health?. In: European Journal of Public Health, 15. Jahrgang, Heft 2, 2005, S. 112.

### In Büchern
- A. Brand, H. Brand: Von Biobanken zu Surveillance. In: R. Reintjes, S. Klein (Hrsg.): Gesundheitsberichterstattung und Surveillance. Huber, Bern, S. 215–220, 2006
- A. Hollederer, H. Brand (Hrsg.): Arbeitslosigkeit, Gesundheit und Krankheit. Huber, Bern, 2006
- A. Brand, H. Brand, P. Schröder, U. Laaser: Epidemiologische Verfahren in den Gesundheitswissenschaften. In: K. Hurrelmann, U. Laaser, O. Razum (Hrsg.): Handbuch Gesundheitswissenschaften. Huber, Bern, S. 255–300, 2006
- H. Brand: Gesundheitsberichterstattung und Informationssysteme auf der europäischen Ebene – ein Überblick. In: J. Kuhn, R. Busch (Hrsg.): Gesundheit zwischen Statistik und Politik. Mabuse, Frankfurt, S. 381–388, 2006